# Litoria arfakiana
Litoria arfakiana es una especie de anfibio anuro del género Litoria de la familia Hylidae.

## Distribución geográfica
Originaria de Nueva Guinea Occidental (Indonesia) y Papúa Nueva Guinea.